# Horton (Kansas)
Horton és una població dels Estats Units a l'estat de Kansas. Segons el cens del 2000 tenia 1.967 habitants.

## Demografia
Segons el cens del 2000, Horton tenia 1.967 habitants, 812 habitatges, i 506 famílies. La densitat de població era de 434 habitants/km².
Dels 812 habitatges en un 29,3% hi vivien nens de menys de 18 anys, en un 47,3% hi vivien parelles casades, en un 11,6% dones solteres, i en un 37,6% no eren unitats familiars. En el 34,5% dels habitatges hi vivien persones soles el 18,8% de les quals corresponia a persones de 65 anys o més que vivien soles. El nombre mitjà de persones vivint en cada habitatge era de 2,35 i el nombre mitjà de persones que vivien en cada família era de 3.
Per edats la població es repartia de la següent manera: un 27,5% tenia menys de 18 anys, un 6,7% entre 18 i 24, un 22,9% entre 25 i 44, un 20,2% de 45 a 60 i un 22,7% 65 anys o més.
L'edat mediana era de 39 anys. Per cada 100 dones de 18 o més anys hi havia 84,1 homes.
La renda mediana per habitatge era de 22.991 $ i la renda mediana per família de 31.447 $. Els homes tenien una renda mediana de 25.000 $ mentre que les dones 21.474 $. La renda per capita de la població era de 13.063 $. Entorn del 14% de les famílies i el 17,4% de la població estaven per davall del llindar de pobresa.

## Poblacions més properes
El següent diagrama mostra les poblacions més properes.